# Juan Antonio Sotillo (municipalité)
Pour les articles homonymes, voir Sotillo.
Juan Antonio Sotillo est l'une des vingt-et-une municipalités de l'État d'Anzoátegui au Venezuela. Son chef-lieu est Puerto La Cruz. En 2011, la population s'élève à 244 728 habitants.

## Étymologie
La municipalité est nommée en l'honneur du militaire vénézuélien Juan Antonio Sotillo (1790-1874).

## Géographie

### Subdivisions
La municipalité possède une seule paroisse civile et une parroquia capital, traduite ici par « capitale » (en italiques et suivie d'une astérisque) avec, chacune à sa tête, une capitale (entre parenthèses) :
- Capitale Puerto La Cruz * (Puerto La Cruz) ;
- Pozuelos (Pozuelos).